# Бирючий (Алтайский край)
Бирючий — посёлок в Панкрушихинском районе Алтайского края России. Входит в состав Зятьковского сельсовета.

## География
Расположен в северо-западной части края.
Климат
континентальный, средняя температура января составляет −18,7 °C, июля — 22 °C. Годовое количество атмосферных осадков — 465 мм.

## История
Основан в 1918 году. В 1926 году посёлок Бирючевский 1-й (Большой Бирюк) состоял из 33 хозяйств, основное население — русские. В административном отношении входил в состав Зятьковского сельсовета Панкрушихинского района Каменского округа Сибирского края.
Посёлок входит в муниципальное образование «Зятьковский сельсовет» согласно муниципальной и административно-территориальной реформе 2005 года.

## Население
| 1926 | 1997 | 1998 | 1999 | 2000 | 2001 | 2002 | 2003 | 2004 |
| ---- | ---- | ---- | ---- | ---- | ---- | ---- | ---- | ---- |
| 179  | ↘100 | ↗101 | ↘94  | ↘83  | ↘79  | ↘78  | ↘72  | ↘56  |
| 2005 | 2006 | 2007 | 2008 | 2009 | 2010 | 2011 | 2012 | 2013 |
| ↘46  | ↗47  | ↘41  | ↘34  | →34  | →34  | ↘33  | ↘31  | ↘28  |

национальный состав
Согласно результатам переписи 2002 года, в национальной структуре населения русские составляли 95 % от 75 жителей.

## Инфраструктура
Экономика
Основное направление — сельское хозяйство.

## Транспорт
Посёлок доступен автомобильным транспортом.
Проходит по западной окраине автодорога межмуниципального значения «станция Панкрушиха — Зятьково — Борисовский» (идентификационный номер 01 ОП МЗ 01Н-3204).